# Émile Fisseux
Émile Fisseux, né le 20 février 1862 à Épaux-Bézu et mort le 9 décembre 1916 à Paris, est un archer français.

## Biographie
Émile Fisseux participe à deux reprises aux Jeux olympiques. Lors des Jeux olympiques d'été de 1900 à Paris, il concourt à l'épreuve du cordon doré à 50 mètres et remporte une médaille de bronze. En 1908 à Londres, il se classe treizième de l'épreuve de style continental.